# Фестський диск
35°03′06″ пн. ш. 24°48′54″ сх. д. / 35.051681° пн. ш. 24.814889° сх. д.
Фестський диск — унікальна пам'ятка письма, імовірно, мінойської культури епохи середньої або пізньої бронзи. Його точне призначення, а також місце і час виготовлення достовірно невідомі. Нині є центральним об'єктом експозиції Археологічного музею Іракліону.
Пам'ятка є диском із теракоти, виготовленим без використання гончарного кола. Його діаметр коливається в межах 158—165 мм, товщина становить 16-21 мм. На обох боках нанесені борозни у вигляді спіралі, що розгортається з центру і містить 4,5 витка. Обидві сторони всередині спіралі вкриті малюнками-ієрогліфами та розділені поперечними лініями на групи (поля). Кожне таке поле містить від 2 до 7 знаків. Ієрогліфи-знаки втиснені за допомогою дерев'яних або кам'яних печаток у м'яку глину до випалення диска, і, таким чином, являють собою відбитки, а сам Фестський диск є найдавнішим відомим науці друкованим текстом.

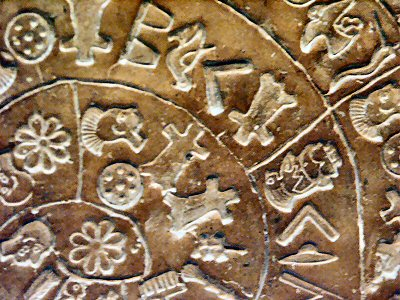
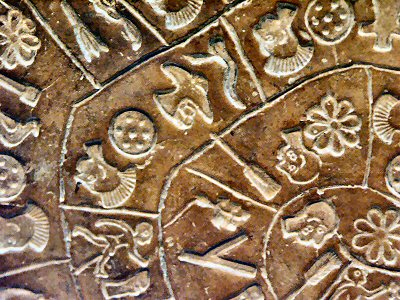
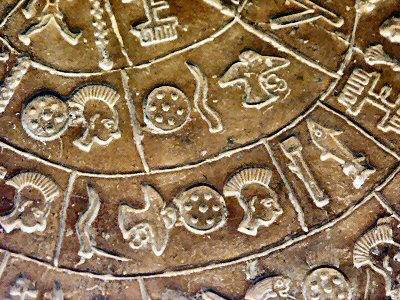
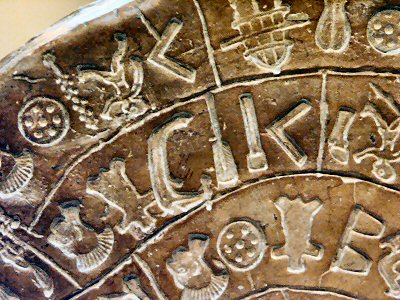

Дослідженню Фестського диска присвячено чимало робіт фахівців і ентузіастів, причому останні неодноразово заявляли про дешифрування написів на його поверхні. Однак жоден із запропонованих варіантів не був визнаний науковим співтовариством. Робота з вивчення Фестського диска просувається повільно, що пов'язано, найперше, зі стислістю повідомлення та ізольованістю застосованої на ньому системи письма. На думку більшості фахівців, реальна перспектива дешифрування Фестського диска може з'явитись тільки після виявлення інших пам'яток цієї ж писемності. Також існує низка гіпотез про нелінгвістичний характер зображень на диску.

## Історія знахідки

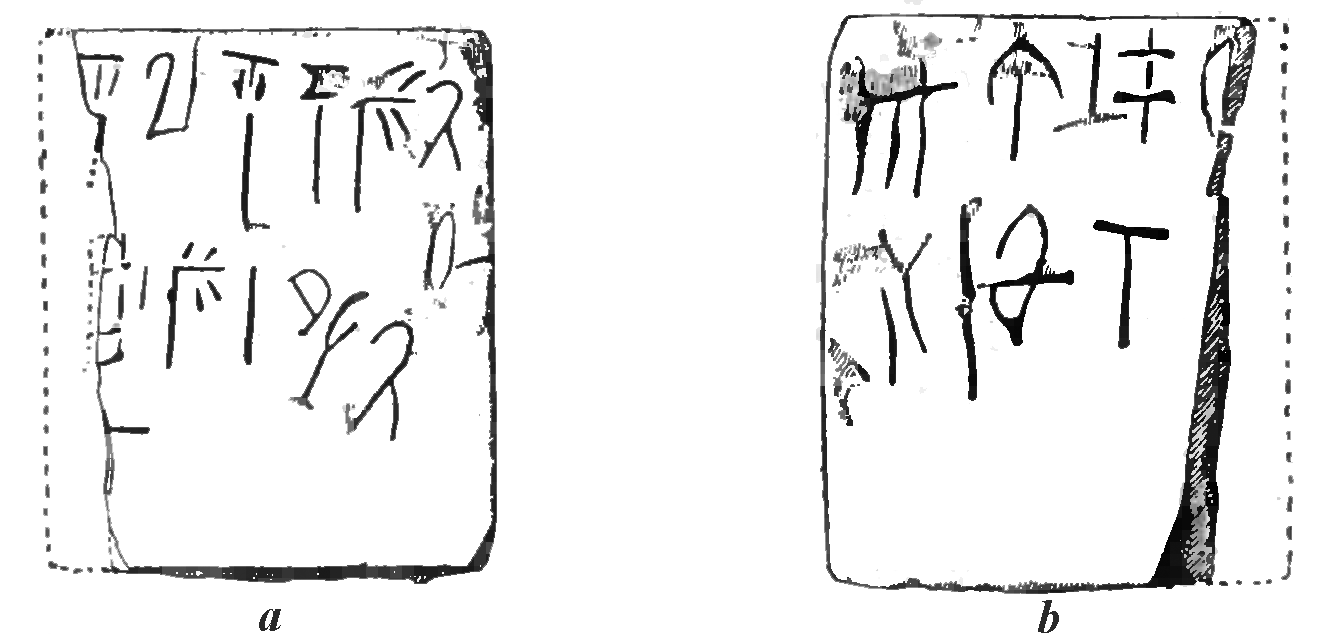
Табличка лінійного письма А, знайдена поруч із диском. Реконструкція Артура Еванса

Диск був знайдений італійською археологічною експедицією Федеріко Хальберра ввечері 3 липня 1908-го року під час розкопок стародавнього міста Фест, розташованого недалеко від Агіа-Тріада на південному узбережжі Криту. Палацовий комплекс, найпевніше, був частково зруйнований внаслідок землетрусу, викликаного виверженням вулкану на острові Санторіні (близько 1628-го року до н. е.), який вплинув на значну частину Середземномор'я (Мінойське виверження).
Артефакт виявив археолог Луїджі Перньє у культурному шарі одного з підсобних приміщень (кімната № 8 — імовірно, храмове сховище) будови № 101 при розтині першого палацу. Диск знаходився у головній комірці схованки, замаскованої у підлозі кімнати під шаром штукатурки. Вміст потаємних кімнат не вирізнявся різноманітністю — там був попіл, чорнозем, а також багато обгорілих бичачих кісток. У північній частині головної комірки, у тому ж культурному шарі, за декілька сантиметрів на південний схід від диска була виявлена розламана табличка PH-1 лінійного письма А.
Того ж року Перньє виступив зі статтею про свою знахідку у жовтневому номері журналу «Rendiconti della Reale Accademia dei Lincei». Водночас Перньє брав участь у Другому конгресі італійських вчених з питань наукового прогресу, де знахідки експедиції були представлені науковій громадськості Італії.
1909-го року вийшла ще одна стаття Перньє в журналі «Ausonia», у цій роботі було наведено фотографії обох сторін диска, а також промальовування окремих знаків. У своїх публікаціях Перньє здійснив попередній аналіз пам'ятки, висловив низку припущень щодо походження, способу виготовлення, системи письма, напрямку читання.
Знахідка Перньє одразу привернула до себе увагу дослідників. 1909-го року ґрунтовними публікаціями, присвяченими проблемі диска, відзначилися такі великі вчені, як німецький історик Едуард Меєр та італійський археолог Алессандро Делла Сета. Відкривач мінойської цивілізації Артур Еванс присвятив Фестському диску один з трьох розділів у першому томі своєї фундаментальної праці «Scripta Minoa» (1909). У своїй монографії Еванс опублікував промальовку диска, що використовувалась надалі в більшості робіт, присвячених цій пам'ятці.

### Походження диска
Місце виготовлення диска невідоме. Невідомо як він опинився на Криті — його привіз хтось з материка чи він місцевого походження? На користь першої версії нібито говорять самі тексти, відтиснуті на диску: ймовірно, тільки житель материкової Греції міг бути посвячений в ритуальні таємниці обрядів. Однак при розкопках в середині 1930-х років печерного святилища в Аркалохорі (Центральний Крит) була знайдена культова мідна сокира з гравірованим написом, в якому зустрічалися і знаки Фестського диску. Ще один знак диску був виявлений на глиняному ярлику.
Науковцям вдалося довести, що всі без винятку знаки писемності Фестського диску мають прототипи серед сюжетів критського мистецтва і предметів домашнього вжитку давніх критян.
Таким чином можна зробити висновок: диск і його писемність можливо мають місцеве, Критське походження.
Досі вважалося, що греки винайшли свій алфавіт тільки за вісім століть до н. е. До цього вони користувались так званим лінійним письмом — переважно для побутових і господарських записів.
Час створення диска приблизно збігається з вулканічним вибухом острова Тіра (сучасна його назва — Санторін). Вибух розніс острів на три частини і був настільки потужним, що попіл з кратера досяг Гренландії. На Криті, розташованому приблизно за 150 кілометрів від Тиру, цей вибух викликав руйнування міст і пожежі. З цим вибухом багато істориків пов'язують і руйнування перлини Криту — Кноського палацу царя Міноса.

## Репертуар знаків
|            | № (Еванс)    | Знак (Unicode) | Умовна назва знака (Луї Годар та Гюнтер Іпсен) | Інтерпретації                                                  | Частота | Примітки                                                                                                |
| ---------- | ------------ | -------------- | ---------------------------------------------- | -------------------------------------------------------------- | ------- | --- |
| 01         | 01           | 𐇐              | ПІШОХІД                                        | фігура крокуючої людини                                        | 11      | |
| 02         | 02           | 𐇑              | ГОЛОВА З ПІР'ЯМ                                | голова людини, прикрашена пір'ям                               | 19      | найчастіше використовуваний символ, завжди на початку слова (або в кінці, залежно від напрямку читання) |
| 03         | 03           | 𐇒              | ТАТУЙОВАНА ГОЛОВА                              | поголена голова із татуюванням або клеймом на щоці             | 2       | |
| 04         | 04           | 𐇓              | ПОЛОНЕНИЙ                                      | стояча людина зі зв'язаними за спиною руками                   | 1       | |
| 05         | 05           | 𐇔              | ДИТИНА                                         | фігура дитини                                                  | 1       | |
| 06         | 06           | 𐇕              | ЖІНКА                                          | жінка, богиня Тоеріс(?)                                        | 4       | |
| 07         | 07           | 𐇖              | ШОЛОМ                                          | зображення шолома (?)                                          | 18      | |
| 08         | 08           | 𐇗              | РУКАВИЧКА                                      | рукавичка, кулак із цестусом (?)                               | 5       | |
| 09         | 09           | 𐇘              | ТІАРА                                          | головний убір жерців (?)                                       | 2       | |
| 10         | 10           | 𐇙              | СТРІЛА                                         | стріла, інший інструмент (?)                                   | 4       | тільки на стороні A                                                                                     |
| 11         | 11           | 𐇚              | ЛУК                                            | лук                                                            | 1       | |
| 12         | 12           | 𐇛              | ЩИТ                                            | круглий щит                                                    | 17      | 12 разів зустрічається у групі 02-12                                                                    |
| 13         | 13           | 𐇜              | КИПАРИС                                        | зображення кипариса                                            | 6       | |
| 14         | 14           | 𐇝              | КОЛОДКИ                                        | кайдани, коромисло (?)                                         | 2       | |
| 15         | 15           | 𐇞              | СОКИРА                                         | сокира, мотика (?)                                             | 1       | |
| 16         | 16           | 𐇟              | ВИСОК                                          | висок, ріжучий інструмент (?)                                  | 2       | |
| 17         | 17           | 𐇠              | НІЖ                                            | інструмент для розкроювання шкіри (?)                          | 1       | |
| 18         | 18           | 𐇡              | КУТ                                            | теслярський кут (?)                                            | 12      | |
| 19         | 19           | 𐇢              | ТЕСЛЯРСЬКИЙ ТРАФАРЕТ                           | Y-подібна рогатина (?)                                         | 3       | тільки на стороні A                                                                                     |
| 20         | 20           | 𐇣              | ГЛЕЧИК                                         | глечик з ручкою                                                | 2       | |
| 21         | 21           | 𐇤              | ГРЕБІНЬ                                        | план палацу (?)                                                | 2       | |
| 22         | 22           | 𐇥              | КОРІНЬ                                         | корінь рослини, флейта, праща (?)                              | 5       | тільки на стороні B                                                                                     |
| 23         | 23           | 𐇦              | КОЛОНА                                         | рукоятка із набалдашником (?)                                  | 11      | |
| 24         | 24           | 𐇧              | БУДИНОК                                        | житло, вулик (?)                                               | 6       | |
| 25         | 25           | 𐇨              | КОРАБЕЛЬ                                       | ладдя (?)                                                      | 7       | |
| 26         | 26           | 𐇩              | РІГ                                            | бичачий ріг                                                    | 6       | |
| 27         | 27           | 𐇪              | ШКУРА                                          | шкура тварини, можливо, бичача                                 | 15      | |
| 28         | 28           | 𐇫              | КОПИТО                                         | нога бика (?)                                                  | 2       | |
| 29         | 29           | 𐇬              | КІШКА                                          | голова тварини родини котячих                                  | 11      | |
| 30         | 30           | 𐇭              | БАРАН                                          | голова барана                                                  | 1       | |
| 31         | 31           | 𐇮              | СОКІЛ                                          | птах, що летить, можливо, сокіл                                | 5       | тільки на стороні A                                                                                     |
| 32         | 32           | 𐇯              | ГОЛУБ                                          | сидячий голуб                                                  | 3       | |
| 33         | 33           | 𐇰              | ТУНЕЦЬ                                         | риба (макрель або тунець)                                      | 6       | |
| 34         | 34           | 𐇱              | БДЖОЛА                                         | комаха, можливо, бджола                                        | 3       | |
| 35         | 35           | 𐇲              | ГІЛКА                                          | дерево (Platanus orientalis), гілка                            | 11      | |
| 36         | 36           | 𐇳              | ЛОЗА                                           | гілка оливи                                                    | 4       | тільки на стороні B                                                                                     |
| 37         | 37           | 𐇴              | ПАПІРУС                                        | рослина, можливо, папірус                                      | 4       | |
| 38         | 38           | 𐇵              | РОЗЕТКА                                        | квітка із восьмома пелюстками; можливо, маргаритка або анемон; | 4       | |
| 39         | 39           | 𐇶              | КРОКУС                                         | квітка крокуса, Ψ-подібної форми                               | 4       | |
| 40         | 40           | 𐇷              | СУМКА                                          | сумка (?)                                                      | 6       | |
| 41         | 41           | 𐇸              | ФЛЕЙТА                                         | кістка, кістяна флейта                                         | 2       | |
| 42         | 42           | 𐇹              | ГУСЕНИЦЯ                                       | гусениця, пилка (?)                                            | 1       | |
| 43         | 43           | 𐇺              | СИТО                                           | трикутник із дрібними отворами (?)                             | 1       | |
| 44         | 44           | 𐇻              | СОКИРКА                                        | осколок (?)                                                    | 1       | |
| 45         | 45           | 𐇼              | ХВИЛЯ                                          | хвилеподібний візерунок                                        | 6       | |
| Без номера | Похила риска |                | Похила риска                                   | Похила риска                                                   | 18      | (тільки поруч із останнім знаком слова або з першим, залежно від напрямку читання)                      |

## Текст повідомлення
| СТОРОНА A | СТОРОНА A | СТОРОНА A | СТОРОНА A |
| --------- | --------- | --------- | --------- |
| (A1) /    | (A2)      | (A3) /    | (A4)      |
| (A5)      | (A6)      | (A7)      | (A8) [??] |
| (A9)      | (A10)     | (A11)     | (A12) /   |
| (A13)     | (A14)     | (A15) /   | (A16) /   |
| (A17)     | (A18) /   | (A19) /   | (A20)     |
| (A21) /   | (A22) /   | (A23)     | (A24) /   |
| (A25)     | (A26)     | (A27) /   | (A28)     |
| (A29)     | (A30)     | (A31)     |           |
| СТОРОНА В |           |           |           |
| (B1)      | (B2)      | (B3) /    | (B4)      |
| (B5)      | (B6) /    | (B7)      | (B8)      |
| (B9)      | (B10)     | (B11)     | (B12)     |
| (B13)     | (B14)     | (B15)     | (B16)     |
| (B17)     | (B18) /   | (B19)     | (B20) /   |
| (B21) /   | (B22)     | (B23)     | (B24) /   |
| (B25)     | (B26) /   | (B27)     | (B28)     |
| (B29)     | (B30) /   |           |           |

## Сучасне використання
Сторона А Фестського диску використовується як лого FORTH, одного з найбільших дослідницьких центрів Греції.

## Справжність Фестського диска і достовірність повідомлення Перньє
1976-го року італійський археолог Луї Годар кілька разів на конгресах і конференціях публічно заявляв про свою недовіру до повідомлення Перньє. Годар стверджував, що Перньє не брав участі у виявленні диска у культурному шарі і навіть не перебував увечері 3 липня на розкопках, хоча в публікації пізніше заявив, що особисто виявив диск. Годар з'ясував, що Перньє вперше побачив диск тільки наступного дня, 4 липня, близько полудня, оскільки за звичкою пізно вставав, довго збирався і любив добре поснідати, перед тим як вирушити на розкопки. Там один з робітників пред'явив йому кошик наповнений предметами, знайденими напередодні, серед яких був і Фестський диск. Луї Годар посилається на Луїзу Банті, асистентку Перньє, і Доро Леві, який продовжив розкопки в Фесті 1952-го року.
Ів Дюу також зазначає, що звіти Перньє «несуть на собі печатку свого часу», і до них треба ставитись зі значною обережністю, особливо, коли мова заходить про датування.
Влітку 2008-го року, до сторіччя знахідки, в американському журналі «Minerva» з'явилась стаття його засновника і головного редактора, фахівця з питань достовірності творів античного мистецтва Джерома М. Ейзенберга. Автор вважає, що Фестський диск є підробкою і був виготовлений Перньє. Ейзенберг пише, що на думку про підробку його наштовхнули невідповідності технології виготовлення артефакту з можливостями жителів мінойского Криту. За словами Ейзенберга, диск має рівні обрізані береги, а мінойці не вміли так якісно обпалювати глину. Доктор Ейзенберг і раніше виступав з подібними викриттями — він вважає підробками Портлендську вазу і етруську колісницю. У своїй публікації Ейзенберг припустив, що Перньє виготовив диск через заздрощі. Він нібито хотів прославитись подібно до Еванса та Гальберра, але постійно зазнавав невдачі. Тоді Перньє вирішив, що єдиний спосіб змінити ситуацію — знайти артефакт, який затьмарював би відкриття інших археологів, і виготовив диск, вкритий нечитабельним піктографічним письмом. Щоб ще більше збити з пантелику дослідників, Перньє записав повідомлення на диску по спіралі.
Стаття Ейзенберга отримала великий резонанс у ЗМІ, і вже в наступному номері журналу автор розвинув свою думку: можливо, Перньє пішов на підробку не тільки від заздрості і марнославства, а й з метою отримання фінансування на продовження робіт від спонсорів. Ейзенберг пише, що навіть Евансу часом доводилось через силу «зводити кінці з кінцями», щоб знайти кошти для робіт в Кноссі. Ейзенберг також висловив деякі припущення щодо «співучасників» Перньє, які могли допомогти йому виготовити настільки майстерну підробку. Тут же автор наводить відгуки відомих фахівців на першу частину статті. Вони, здебільшого, заінтриговані і вважають, що потрібно якомога швидше провести термолюмінесцентний тест. Деякі фахівці вважають, що публікація Ейзенберга — «спекуляція, яка не дає нічого нового», але і вони погоджуються, що проведення тесту в будь-якому випадку є бажаним. Ейзенберг направив запит на проведення такого аналізу в Археологічний музей Іракліону, але отримав відмову.